# Sveti Lambert

Lambert iz Maastrichta, običajno imenovan sveti Lambert (latinsko Lambertus; srednja nizozemščina: Sint-Lambrecht; Limburško:  Lambaer, Baer, Bertus; ok. 636 – c. 705 AD) je bil škof v Maastrichtu-Liège (Tongerenu) od okoli leta 670 do svoje smrti. Lambert je obsodil Pipinovo zvezo z njegovo ljubico Alpaido, materjo Karla Martela. Škof je bil umorjen med političnimi pretresi, ki so se razvili, ko so se različne družine borile za vpliv, ko se je dinastija Merovingov umaknila Karolingom. Zaradi svoje obrambe zakona velja za mučenika. Njegov praznik je 17. september.

## Življenje
O Lambertovem življenju je znanega zelo malo. Po piscu kronike  iz 14. stoletja Jeanu d'Outremeuseu je bil sin Apre-ja, gospodarja Loona, in njegove žene Herisplindis, oba iz plemiških družin Maastrichta. Otroka je krstil njegov boter, lokalni škof Remaclus, vzgajal pa ga je Landoald, nadduhovnik mesta in vodja plemiške opatijske šole v Wintershovnu. Lambert je bil v sorodu s senešalom Hugobertom, očetom Plectrude, ki je bila zakonita žena Pipina Herstalskega. Bil je torej tast dednih majordomov palače, ki so nadzorovali merovinške kralje v Avstraziji .
Zdi se, da je Lambert pogosto obiskoval merovinški dvor kralja Hilderika II. in je bil varovanec svojega strica Teodarda, ki je nasledil Remakla kot škof v Maastrichtu. Zgodnji biografi so ga opisali kot »preudarnega mladeniča prijetnega videza, vljudnega in lepega vedenja v svojem govoru in manirah, lepo grajenega, močnega, dobrega borca, bistre glave, ljubečega, čistega in ponižnega, ki ima rad branje." Ko je bil Teodard kmalu po letu 669 umorjen, so Hilderikovi svetniki Lamberta postavili za škofa Maastrichta. 
Potem ko je bil leta 675 sam Hilderik umorjen, ga je frakcija Ebroina, majordoma Nevstrije in oblast za tem prestolom, izgnala s sedeža v korist svojega kandidata Faramundusa. Lambert je preživel sedem let v izgnanstvu v nedavno ustanovljeni opatiji Stavelot (674–681). S spremembo turbulentne politične sreče tistega časa je Pipin Herstalski postal majordom palače in Lambertu se je bilo dovoljeno vrniti  na svoj sedež.
V družbi z Vilibrordom, ki je leta 691 prišel iz Anglije, je Lambert oznanjal evangelij v spodnjem toku reke Meuse, na območju proti severu. Skupaj z Landrado je ustanovil samostan v Munsterbliznu. Lambert je bil tudi duhovni vodja mladega plemiča Hubertusa, najstarejšega sina Bertranda, akvitanskega vojvode. Hubertus bo kasneje nasledil Lamberta kot škof v Maastrichtu. 
Zdi se, da je Lambert podlegel političnim nemirom, ki so se razvili, ko so se različni klani borili za vpliv, ko se je dinastija Merovingov umaknila Karolingom. Zgodovinar Jean-Louis Kupper pravi, da je bil škof žrtev zasebnega boja med dvema klanoma, ki sta želela nadzorovati sedež Tongres-Maastricht. Lambert naj bi obtožil Pipinovo prešuštniško zvezo z Alpaido, ki naj bi postala mati Karla Martela. To je vzbudilo sovraštvo bodisi Pipina bodisi Alpaide ali obeh. Škofa so v Liègu umorile čete Dodona, Pipinovega domestika (upravitelj državnih posesti), očeta ali brata Alpaide. Leto njegove smrti je različno navedeno za čas med 705 in 709. Na Lamberta so zaradi obrambe zakonske zvestobe začeli gledati kot na mučenika. Lambertova dva nečaka, Peter in Audolet, sta prav tako umrla, ko sta branila svojega strica. Tudi njih so imeli za svetnike. Mnogi zgodovinarji pa dvomijo o točnosti razmerja med Alpaido in Dodonom, ker se je ta trditev pojavila veliko pozneje. 
Čeprav je bil Lambert pokopan v Maastrichtu, je njegov škofovski naslednik Hubert prenesel njegove relikvije v Liège, kamor so sčasoma preselili sedež v Maastrichtu. Da bi posvetil Lambertove relikvije, je Hubert zgradil baziliko v bližini Lambertove rezidence, ki je postala pravo jedro mesta. Svetišče je postalo katedrala sv. Lamberta, uničena leta 1794. Njeno mesto je sodoben trg Place Saint-Lambert . Lambertov grob se zdaj nahaja v sedanji katedrali v Liègu . Katedrala Marije in svetega Lamberta v Liègu je bila zgrajena njemu v čast.

## Pokroviteljstvo
Lambert je pokrovitelj mesta Liège.
Njegov praznik v koledarju Rimskokatoliške cerkve je 17. september.  Lambertusfest v Münstru je že dolgo ljudski praznik, ki ga praznujemo dva tedna in dosežemo vrhunec na predvečer 17. septembra. Otroci zgradijo "Lambertusove piramide" iz vej, okrašene z lučkami in svetilkami, okoli katerih plešejo in pojejo tradicionalne pesmi (znane kot Lambertussingen ali Käskenspiel ).
Svetemu Lambertu je posvečenih nekaj cerkva v Nemčiji in Belgiji.